# Даниловичи (посёлок, Минская область)
Дани́ловичи (бел. Дані́лавічы) — посёлок в составе Добринёвского сельсовета Дзержинского района Минской области Беларуси. Деревня расположена в 21 километрах от Дзержинска, 59 километрах от Минска и 19 километрах от железнодорожной станции Койданово.

## История
Посёлок возник в начале XX века и имел первоначальное название Глинище. 9 марта 1918 года в составе провозглашённой Белорусской Народной Республики, однако фактически находилась под контролем германской военной администрации. С 1 января 1919 года в составе Советской Социалистической Республики Белоруссия, а с 27 февраля того же года в составе Литовско-Белорусской ССР, летом 1919 года деревня была занята польскими войсками, после подписания рижского мира — в составе Белорусской ССР.
С 20 августа 1924 года в составе Добринёвского сельсовета Койдановского района Минского округа. 15 марта 1932 года Койдановский район преобразован в Койдановский польский национальный район, который 26 июня был переименован в Дзержинский.  31 июля 1937 года Дзержинский национальный полрайон был упразднён, посёлок перешёл в состав Минского района Минского округа, с 20 февраля 1938 года — в составе Минской области. 4 февраля 1939 года Дзержинский район был восстановлен. В годы коллективизации был организован колхоз «Красный боец». В Великую Отечественную войну с 28 июня 1941 года до 6 июля 1944 года под немецко-фашистской оккупацией. 
В 1960 году насчитывалось 33 жителя, входил в колхоз им. Марата Казея. По состоянию на 2009 год в составе филиала ОАО «ММК-Агро».

## Население
| Численность населения (по годам) | Численность населения (по годам) | Численность населения (по годам) | Численность населения (по годам) | Численность населения (по годам) | Численность населения (по годам) | Численность населения (по годам) | Численность населения (по годам) |
| 1960                             | 1999                             | 2004                             | 2010                             | 2017                             | 2018                             | 2020                             | 2022                             |
| -------------------------------- | -------------------------------- | -------------------------------- | -------------------------------- | -------------------------------- | -------------------------------- | -------------------------------- | -------------------------------- |
| 33                               | ↘19                              | ↗20                              | ↗22                              | ↗47                              | ↗52                              | ↗58                              | ↘46                              |